# Revista Popayán
Popayán fue una revista fundada en agosto de 1907 en la ciudad de Popayán, Colombia, por Miguel Arroyo Diez y Antonino Olano Borrero, que circuló de manera intermitente hasta 1985 con un total de 301 números publicados. En sus orígenes se presentó como revista histórica y científica, pero a lo largo de su existencia publicó principalmente artículos de índole cultural, referidos a la historia y la literatura de Colombia, en particular de Popayán y el departamento del Cauca.

## Antecedentes
La ciudad de Popayán vivió un auge periodístico en los albores del siglo XX, con la fundación de numerosos periódicos y revistas que respondían al interés de la sociedad del momento por contar con medios de difusión de ideas y propuestas. Si bien la mayoría de esas publicaciones se enmarcaba en los postulados de una determinada corriente política, la revista Popayán nunca expresó cercanía a un partido político, lo que explica su amplia aceptación y acogida entre suscriptores y lectores de todos los estamentos.
El nacimiento de esta publicación se enmarca en dos hechos de importancia para la ciudad. El primero, el desmembramiento territorial que el departamento del Cauca sufrió al inicio del siglo XX, por el que su extensión se redujo considerablemente y tras lo cual surgieron nuevos polos de desarrollo, principalmente la ciudad de Cali. Y el segundo, la proximidad de las celebraciones conmemorativas del primer centenario de la Independencia de Colombia (1910), proceso histórico en el que la capital del Cauca había tenido un gran protagonismo, dada la hegemonía en el poder que ostentaron varias familias oriundas de esta región durante la Colonia y el siglo XIX y de la larga lista de próceres e hijos ilustres de la ciudad que participaron en la gesta independentista, en que muchos de ellos fueron sacrificados. Ambas circunstancias motivaron a la revista Popayán a orientar sus esfuerzos hacia la divulgación del papel preponderante que tuvo la ciudad en la historia nacional.

## Formato

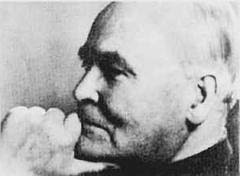
Baldomero Sanín Cano

La revista circuló con periodicidad mensual y en formato tabloide durante sus primeros 50 años de existencia, cambiando a formato de media carta en la edición de marzo de 1957. A partir de este número también se innovó en el diseño de la revista, incluidos cambios en la tipografía y la diagramación, que habían permanecidos inalterados durante su primer medio siglo de existencia. Tanto el diseño como la diagramación se caracterizaron por su austeridad; el contenido y las imágenes casi siempre aparecieron en blanco y negro, a fin de reducir costos. Solo se utilizaron imágenes en color en algunas de las portadas en ocasiones especiales, como la edición n° 133, de noviembre de 1926, en la que el escudo de armas de la ciudad ocupó la portada. Un motivo recurrente en la diagramación de la revista fue la reproducción de dibujos en plumilla elaborados por Hernando Arboleda Ayerbe con representaciones de templos y construcciones emblemáticas de la ciudad.
Casi todos los artículos publicados en la revista eran de corta extensión; aquellos que ameritaban una mayor extensión se publicaron por entregas, cautivando a un público deseoso de continuar el hilo narrativo en cada nuevo número subsiguiente.
En la segunda década del siglo XX Popayán se empezó a financiar con fondos provenientes de las arcas del departamento y mediante ordenanza municipal del 14 de marzo de 1929 la revista se constituyó en el órgano oficial del Centro de Historia del Cauca, creado ese mismo año por iniciativa, entre otros, de los fundadores de la revista y a instancias de José Joaquín Casas, Presidente de la Academia Colombiana de Historia. El proyecto de ordenanza fue presentado a la Asamblea Municipal por Luis Velasco Villaquirán, Secretario de Gobierno del Departamento, y Víctor Aragón. El centro posteriormente se convertiría en la Academia de Historia del Cauca. 
A lo largo de su existencia, la revista recibió en varias ocasiones el apoyo financiero y editorial de la Universidad del Cauca. 

## Colaboradores
Popayán circuló durante sus primeros años bajo el lema La revista más antigua del occidente colombiano. Si bien la publicación se autodefinía en sus inicios como "revista histórica y científica", a lo largo de su existencia estuvo orientada predominantemente a la divulgación de contenido histórico y cultural relacionado con la ciudad, con artículos sobre personajes destacados en la historia local, regional y nacional, así como reseñas genealógicas, poemas y contribuciones escritas por autores e historiadores de la región. 
Además de sus fundadores, los principales colaboradores locales de la revista Popayán a lo largo del siglo XX fueron:
- Gustavo Arboleda

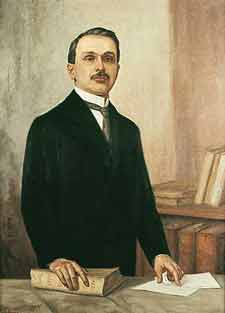
Gustavo Arboleda

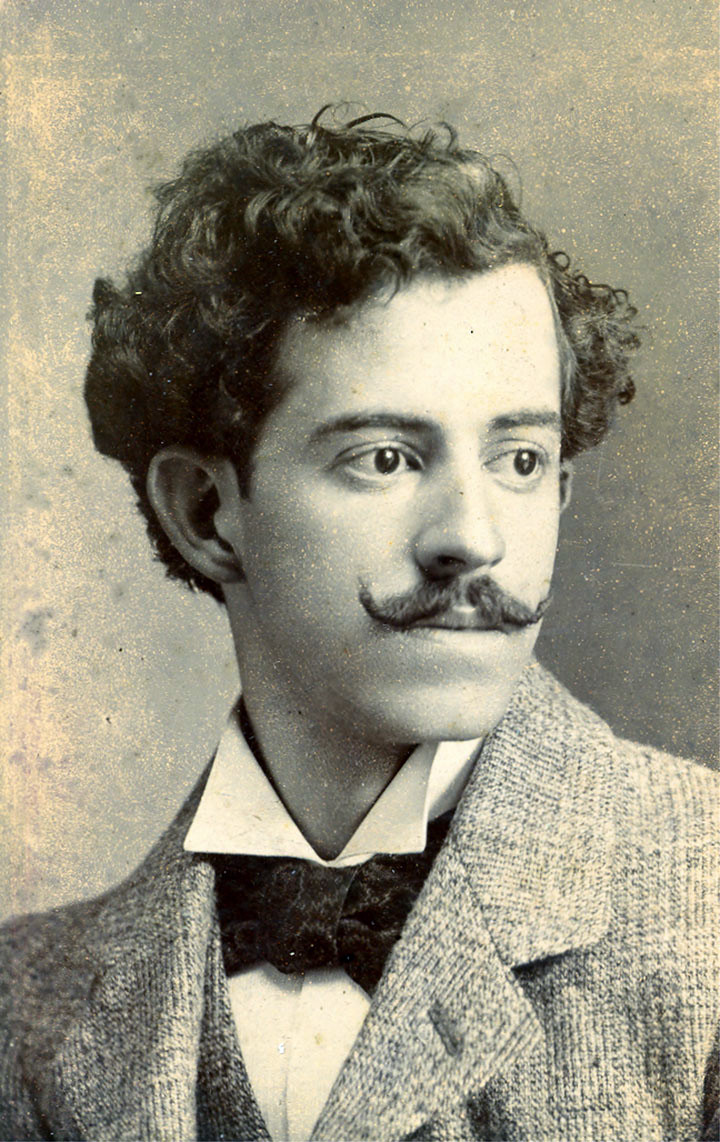
Guillermo Valencia

- Margarita Diez-Colunje y Pombo
- Vicente Javier Arboleda Cajiao
- Arcesio Aragón
- Manuel Paz Urrutia
- Luis Carlos Iragorri
- Guillermo Valencia
- Miguel Antonio Arroyo Arboleda
- Benjamín Iragorri Diez
- Aurelio Caicedo Ayerbe
- Ángela Valencia
- Hernán Arboleda Valencia C.Ss.R.
- Diego Castrillón Arboleda
- Ricardo León Rodríguez Arce
- Enrique Arroyo Arboleda
- Édgar Penagos Casas

Escritores e intelectuales muy destacados de otras regiones de Colombia y de otras partes del mundo hispanoparlante también colaboraron en la revista, entre ellos, Baldomero Sanín Cano, Gregorio Martínez Sierra, Laureano Gómez, Clarence Finlayson, Eduardo Carranza, Hermann A. Schumacher, Fernando Londoño Londoño y Luis de Zulueta y Escolano.

## Contenido

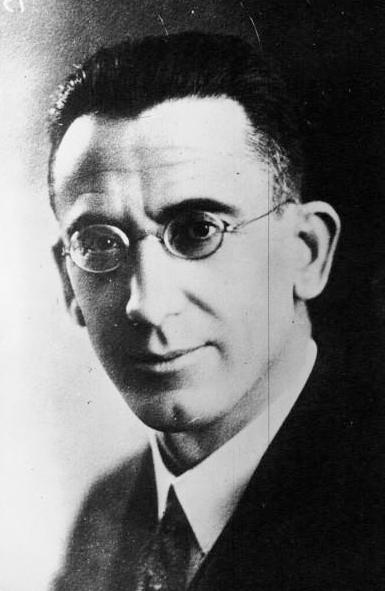
Luis de Zulueta y Escolano

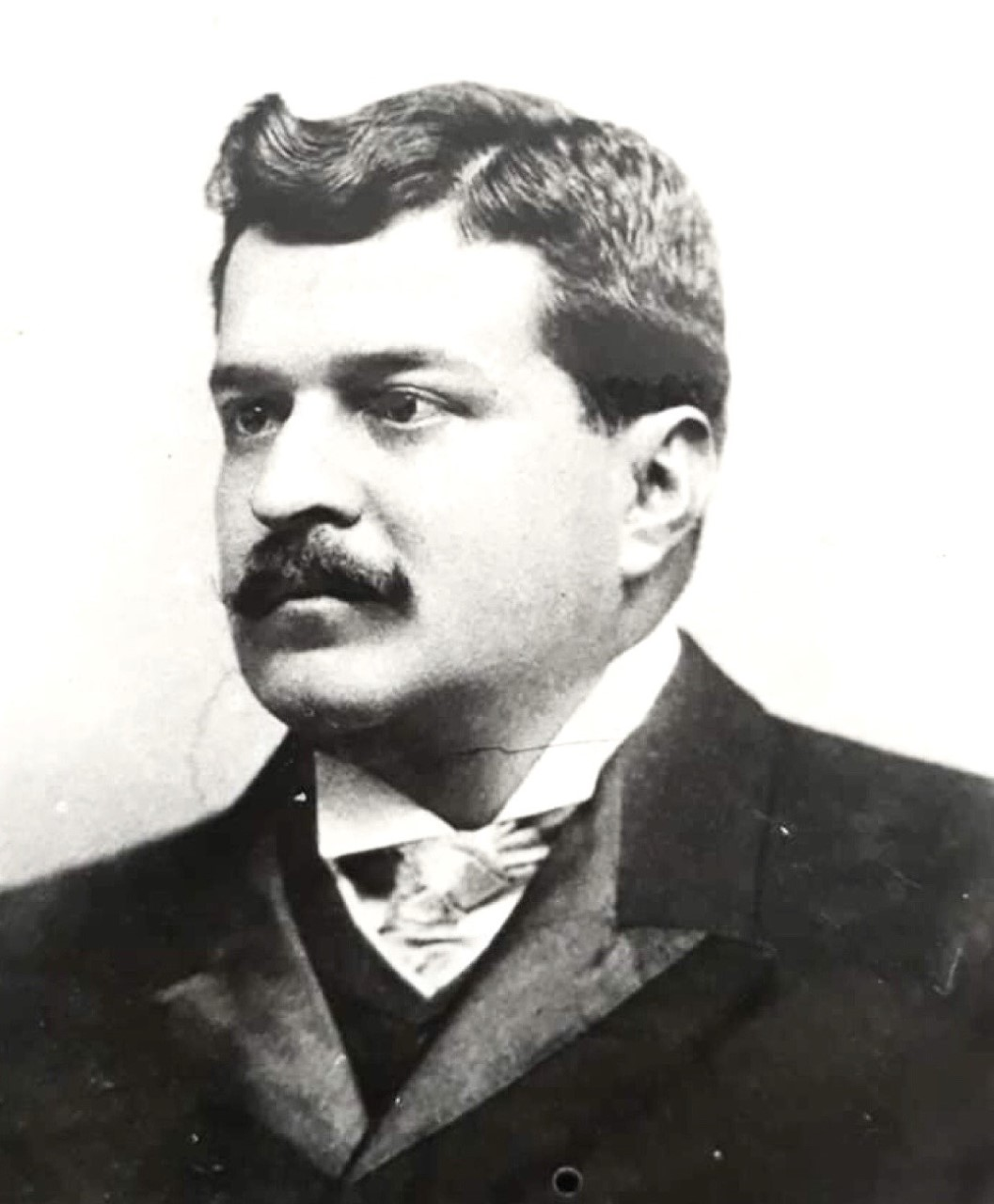
Arcesio Aragón Holguín

La temática central de la revista giró permanentemente alrededor de los episodios importantes en la historia de la ciudad, tanto los ocurridos en el pasado como aquellos que tuvieron lugar a lo largo del siglo XX, por ejemplo, la llegada del tren a Popayán en 1926 y la visita del presidente Pedro Nel Ospina para la inauguración del Ferrocarril del Pacífico en ese mismo año. Dada su vocación histórica, la revista divulgó un amplio número de fechas, aniversarios, efemérides y conmemoraciones históricas. Particular acogida tuvieron las ediciones especiales publicadas en 1910 con ocasión del centenario de la Independencia (números 29 al 34), que incluyeron algunos capítulos de la biografía del Sabio Caldas por Hermann A. Schumacher, traducidos y editados por Manuel Paz Urrutia y Gerardo Paz Otero, así como un estudio genealógico con el que se estableció que el conquistador Sebastián de Belalcázar es el tronco común de varios de los patriotas payaneses que protagonizaron la epopeya independentista, escrito por Margarita Diez-Colunje y Pombo. Otros hitos ampliamente cubiertos por la revista fueron la conmemoración del cuarto centenario de la fundación de la ciudad, en 1937; el fallecimiento del poeta Guillermo Valencia, en 1943; y el sesquicentenario de la fundación de la Universidad del Cauca, en 1978.
Los fundadores de Popayán publicaron extensamente en las páginas de la revista: Miguel Arroyo Diez divulgó en ella buena parte de su obra escrita, que comprende estudios biográficos y genealógicos de Sebastián de Belalcázar, el capitán Francisco Mosquera y Figueroa, José Rafael Mosquera, Francisco Antonio Ulloa, Miguel de Pombo, Pedro Agustín de Valencia y Asunción Tenorio y Arboleda, entre otros, así como una edición especial de la revista que dedicó al Libertador Simón Bolívar en el primer centenario de su muerte, en 1930. Algunos de los escritos de autoría de Arroyo Diez fueron publicados después de su deceso, como el bosquejo biográfico que dedicó a su pariente, el arquitecto y presbítero Marcelino Pérez de Arroyo, publicado en la edición n° 176 de la revista, que vio la luz en 1937.
Por su parte, Antonino Olano Borrero fue el autor de la serie "Popayán en la Colonia", compuesta por 22 capítulos publicados por entregas a partir de 1910 y en los que narra diversos episodios de la historia de la ciudad en los siglos XVII y XVIII. 
Santiago Arroyo Diez, hermano del fundador y miembro de la Academia Colombiana de Historia, y su sobrino Miguel Antonio Arroyo Arboleda también participaron activamente en la revista, el primero como director y el segundo como colaborador y autor de varios artículos. Así mismo, el jurista e historiador Arcesio Aragón contribuyó a la revista durante más de 40 años con artículos históricos y críticos, además de ocupar cargos directivos en la misma, entre ellos los de redactor, editor en jefe y director.

## Circulación
Debido a la dificultad para asegurar suscriptores permanentes y a los ingresos limitados por concepto de publicidad, hubo períodos en que la revista Popayán tuvo que dejar de publicarse durante meses, o incluso años. La primera interrupción ocurrió en 1911 y luego sufrió un segundo corte en 1920. 
En 1940, cuando ya habían fallecido ambos fundadores de la revista, ésta se despide de sus lectores argumentando dificultades de financiación, pero logra superar los escollos y vuelve a circular en la década de 1950 con regularidad, si bien nunca volvió a editarse con la periodicidad mensual de sus inicios. El último número de la revista, el 301, circuló en el año 1985.
La revista Popayán es considerada un valioso repositorio de la historia colombiana y forma parte de las colecciones de bibliotecas y hemerotecas en varias partes de Colombia y en otros países de habla hispana, entre ellos, Ecuador y España. 

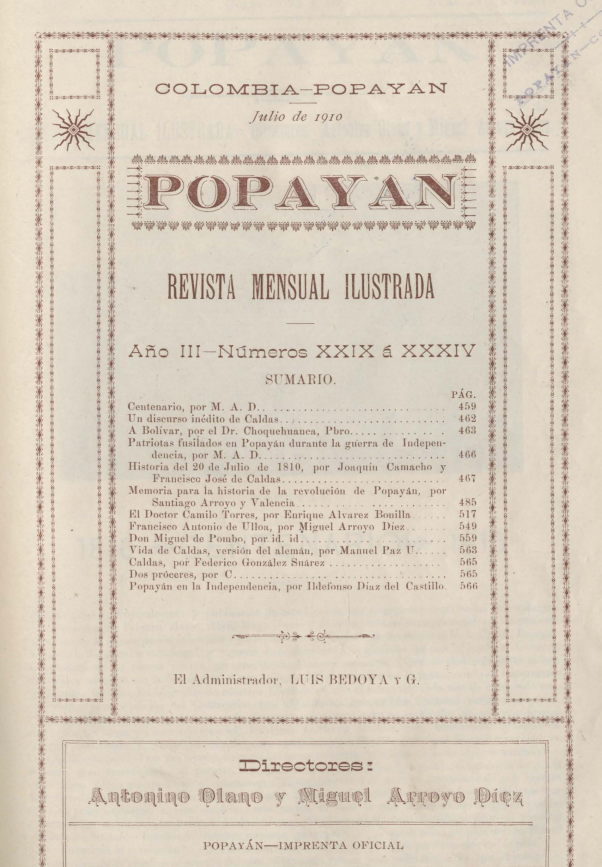
Edición N° 29-34, conmemorativa del centenario de la Independencia, 1910.
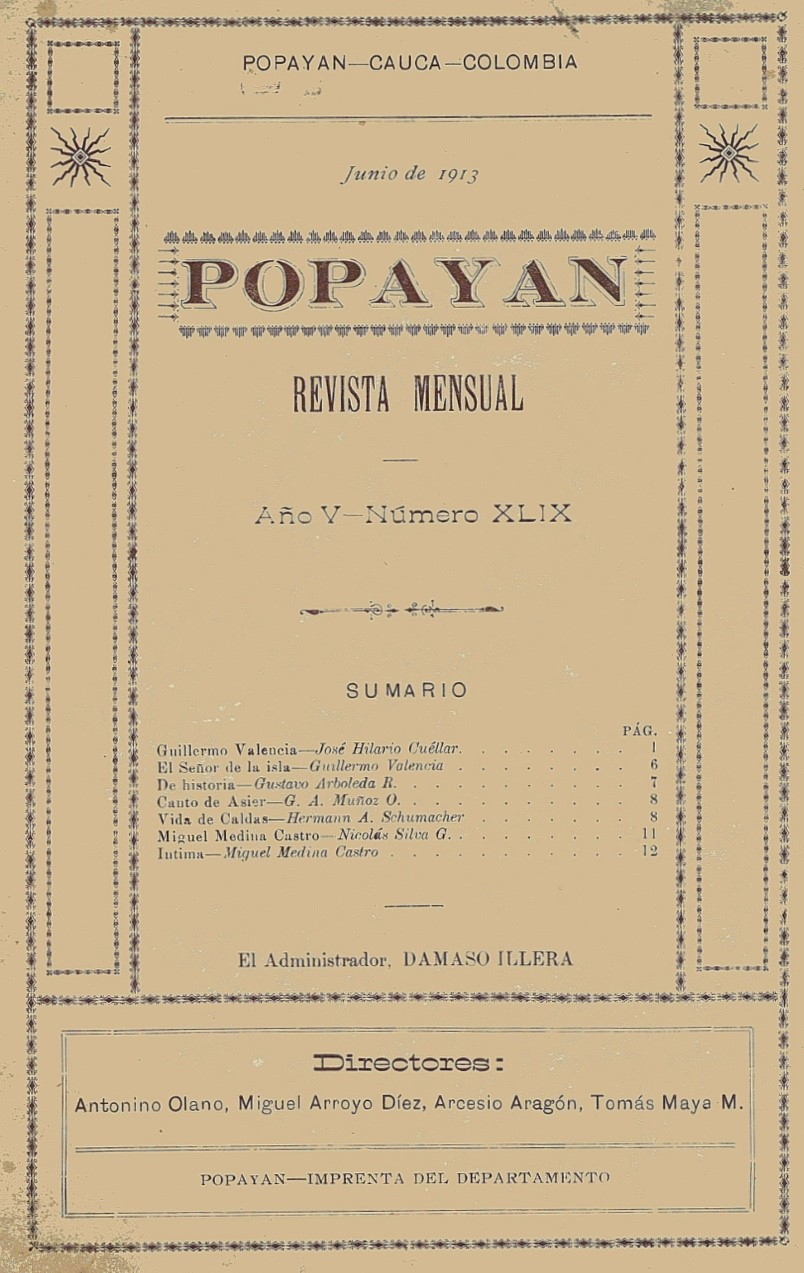
Edición N° 49, publicada en junio de 1913.
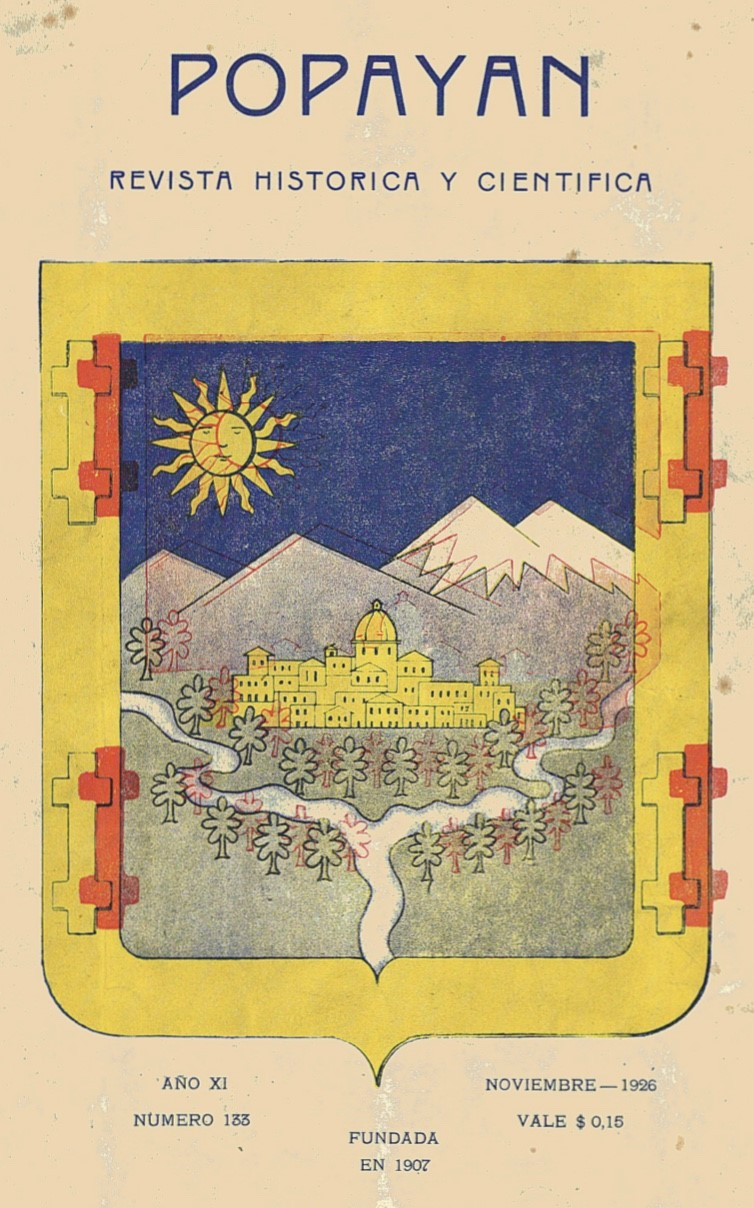
Edición N° 133, de noviembre de 1926, con el escudo de armas de la ciudad.
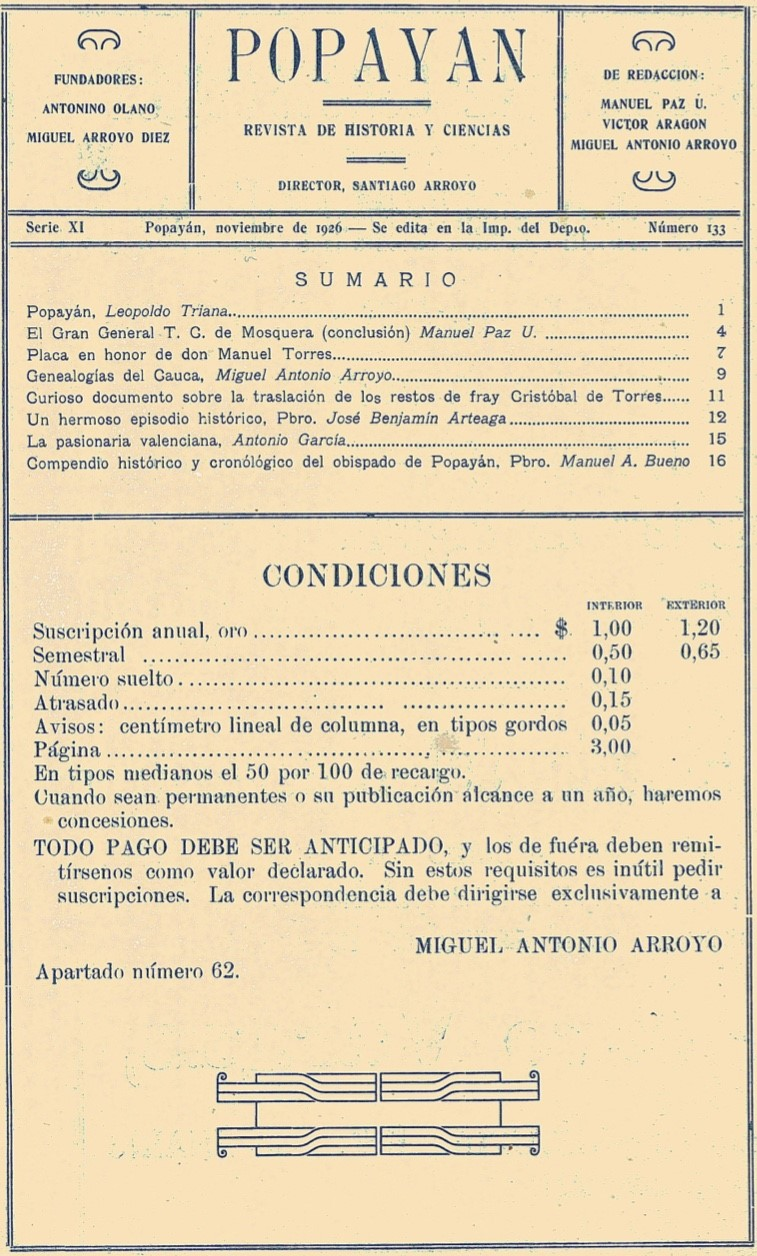
Impressum de la revista, con Antonino Olano y Miguel Arroyo Diez como fundadores de la misma.

## Referencias

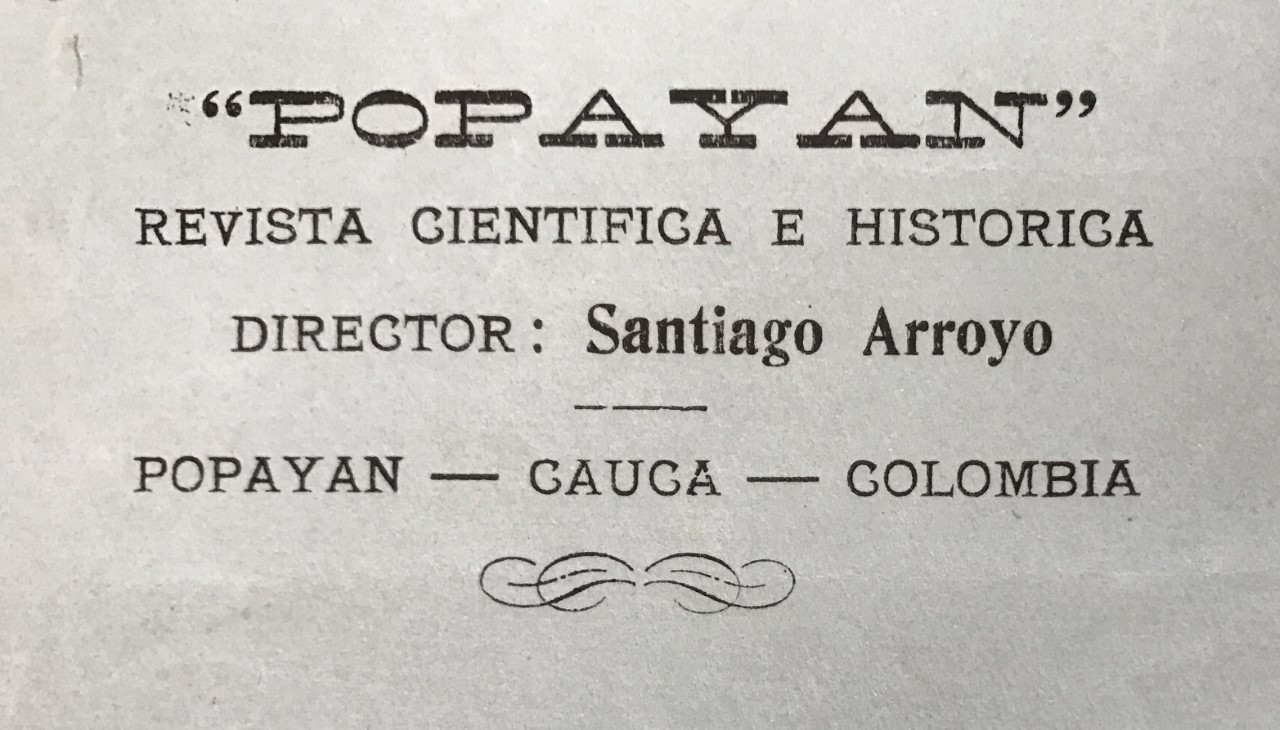
Membrete de la revista Popayán en 1923, cuando era dirigida por Santiago Arroyo Diez.